# Trzebnica
Trzebnica (česky Třebnice, německy Trebnitz) je město v Polsku v Dolnoslezském vojvodství v okrese Trzebnica. Leží 22 km severně od Vratislavi. V roce 2023 zde žilo 13 674 obyvatel.
Ve městě žila a zemřela Hedvika Slezská a narodil se Jan Willenberg. Místní bazilika svatého Bartoloměje a svaté Hedviky Slezské je nejstarším poutním místem v Polsku.

## Poloha
Trzebnici obklopuje nevysoká pahorkatina Wzgórza Trzebnickie.

## Historie
Před rokem 1138 to byla tržní osada, která náležela k majetku kláštera premonstrátů sv. Vincence ve Vratislavi a polského magnáta Piotra Wlosta († 1150). V roce 1138 ji získal slezský piastovský kníže Vladislav II. Vyhnanec, po něm jeho syn, kníže Boleslav I., který se vrátil z vyhnanství v roce 1163. Jeho syn, vévoda Jindřich I. na přání své manželky Hedviky založil v roce 1202  klášter cisterciaček, do něhož pozval řeholnice z kláštera sv. Theodora v Bamberku, budovy dal vystavět v romámnsko-gotickém stylu. Byl to první ženský klášter ve Slezsku. První abatyší se stala Petrissa, bývalá učitelka svaté Hedviky, původem z Kitzingenu ve Frankách. Zakládací listinu kláštera v Třebnici podepsal 23. června 1203 vévoda Jindřich I. za přítomnosti Hedvičina bratra, bamberského biskupa Eckberta, a Hedvičina strýce, bamberského dómského probošta Poppa. V roce 1203 byla také obnovena tržní práva. V témže roce je v listině zmíněn farní kostel svatého Petra, který však pravděpodobně existoval již v roce 1138. 
V roce 1329 bylo Slezsko s Třebnicí připojeno k zemím České koruny, s nimi od roku 1526 součástí Habsburské říše a po válkách o dědictví slezské se roku 1741 stalo součástí Pruska.
v roce 1430 husité vyplenili město i klášter. Velké ztráty město utrpělo také za Třicetileté války.
Během druhé světové války i po osvobození Rudou armádou z 25. ledna 1945 utrpělo město četné ztráty obyvatelstva, požárům podlehlo asi 60 procent městské architektury.  

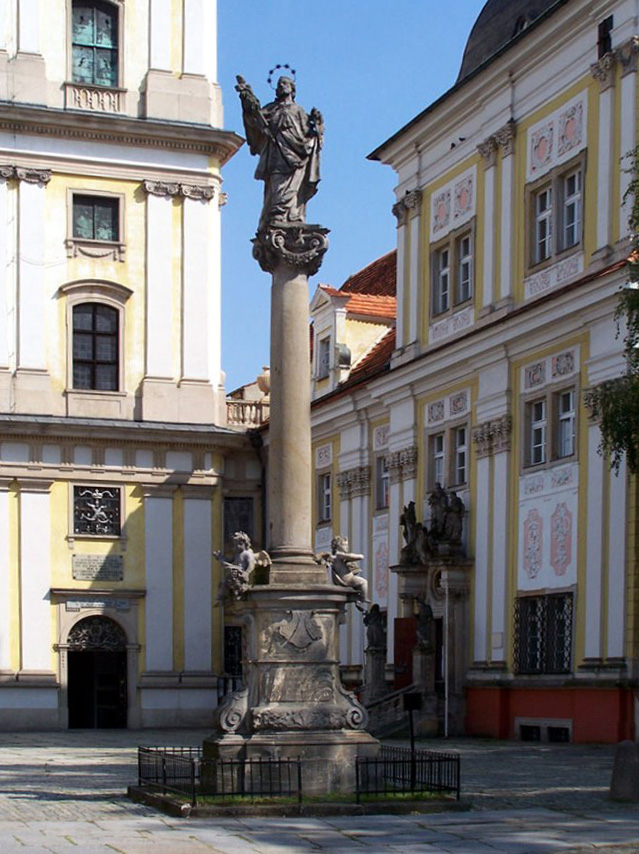
Barokní sloup se sochou sv. Jana Nepomuckého (1738), před kostelem sv. Hedviky

## Administrativa
Město je sídlem městsko-vesnické gminy Trzebnica, která má rozlohu 200,19 km² a žije zde 22 569 obyvatel.

## Památky
- Bazilika svatého Bartoloměje a svaté Hedviky Slezské
- Klášter Třebnice – klášter cisterciaček, barokní stavební komplex dokončen roku 1726; klášter byl zrušen roku 1780 a poslední kněžna-abatyše Dominika von Gillern zemřela roku 1810; pohřebiště čtyř slezských Piastovců: Jindřich I. Bradatý, Hedvika Slezská, Adéla Zbyslava Slezská, náhrobní deska Konráda II. Olešnického
- Kostel sv. Petra a Pavla, na základech ze 13. století byl přestavěn v novogotickém stylu v letech 1845–1855
- Sloup se sochou sv. Jana Nepomuckého mezi anděly, barokní z roku 1738
- Radnice - založena roku 1605, přestavěná v baroku a v 19. století, nyní sídlo regionálního muzea
- Židovský hřbitov

## Muzea
- Muzeum kultu svaté Hedviky
- Regionální vlastivědné a historické muzeum

## Osobnosti
- Hedvika Slezská piastovská kněžna, světice a patronka Slezska
- Marie Leszczyńská (1703–1768), polská princezna a francouzská královna
- Jan Willenberg (1571–1613), rytec a tiskař, zdejší rodák, zemřel v Praze, pohřben je zde
- Ernst Niekisch (1889-1967), německý politik, teoretik nacionálního bolševismu a publicista

## Gallerie

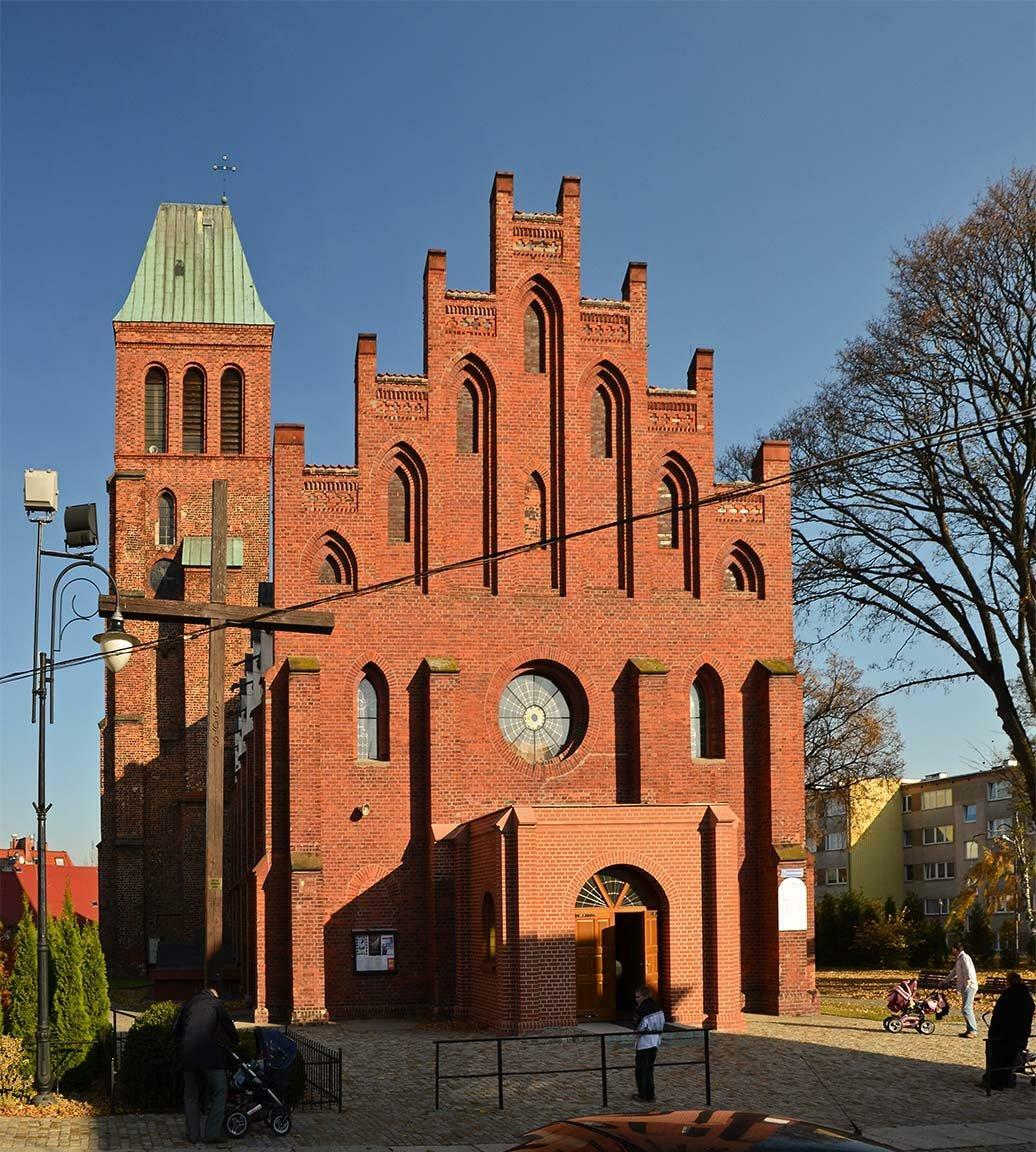
Kostel sv. Petra a Pavla
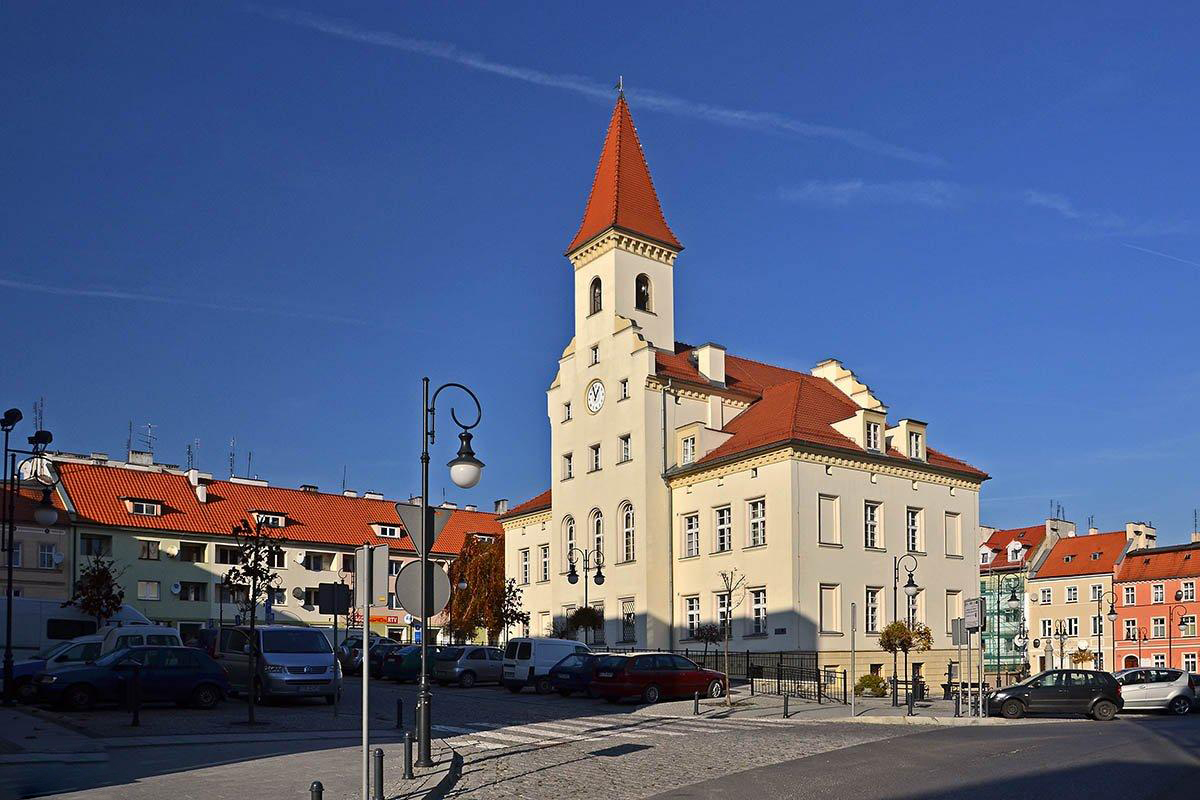
Náměstí s radnicí
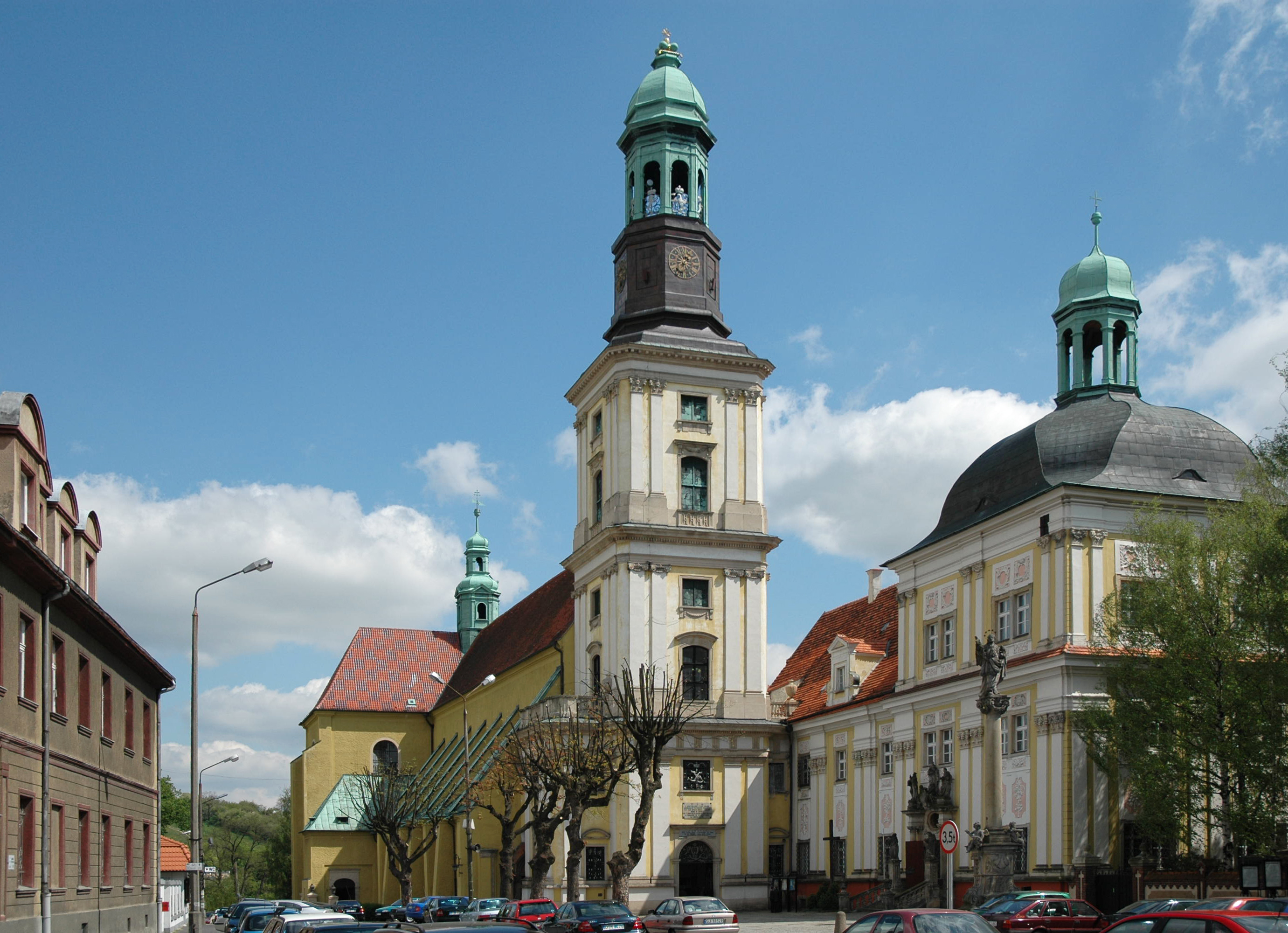
Bazilika sv. Bartoloměje a Hedviky a klášter
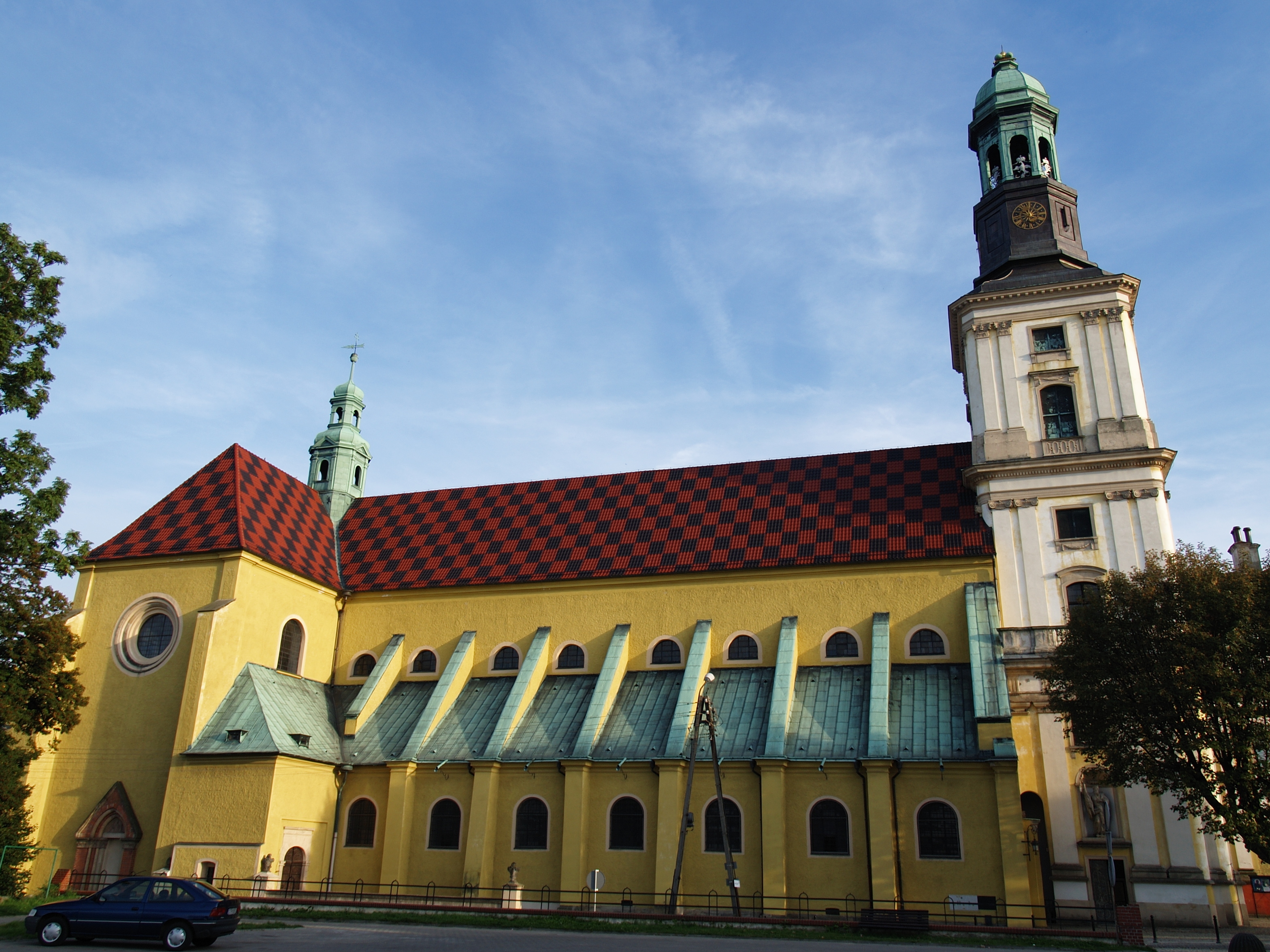
Bazilika sv. Bartoloměje a Hedviky
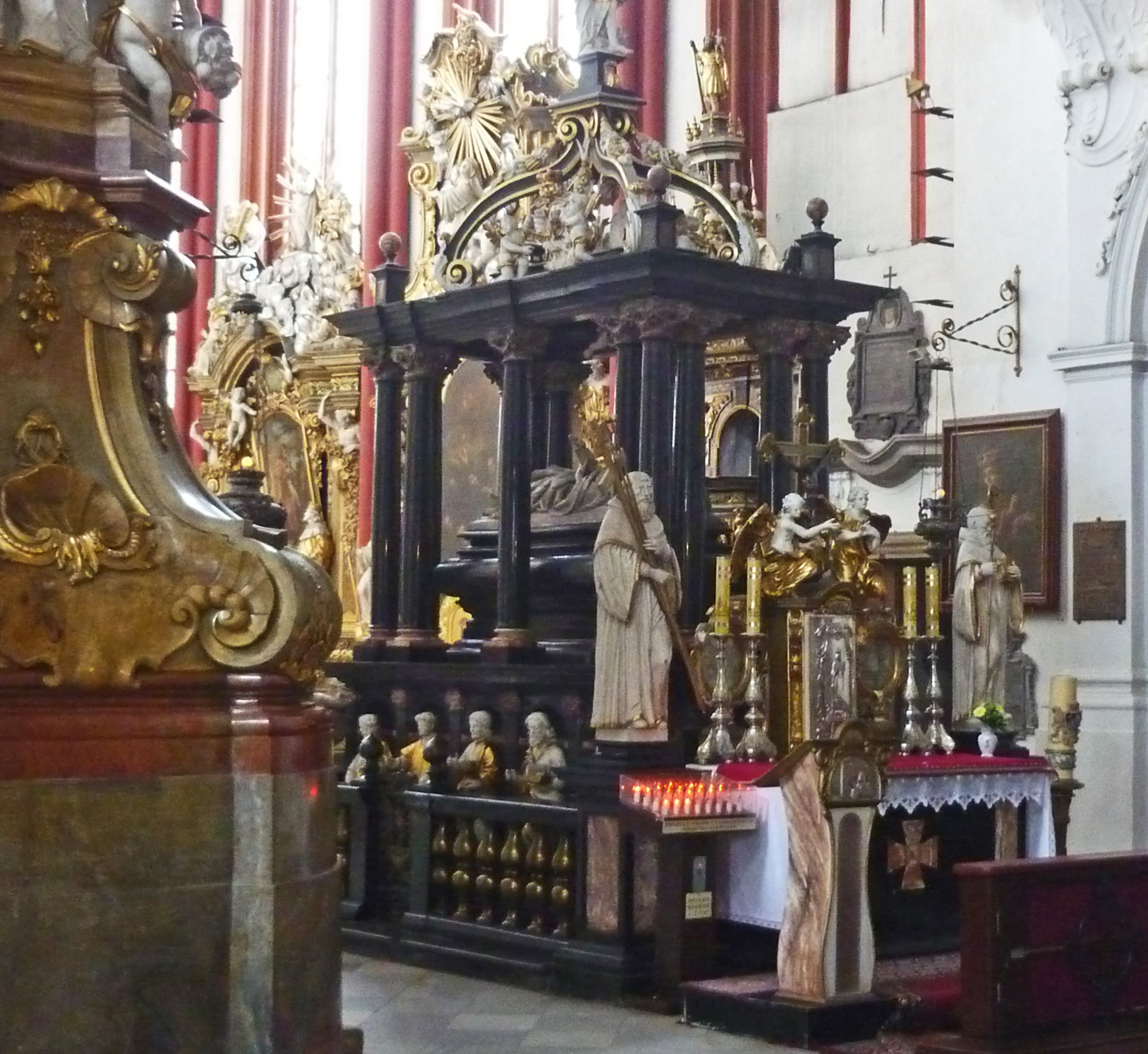
Hrob svaté Hedviky
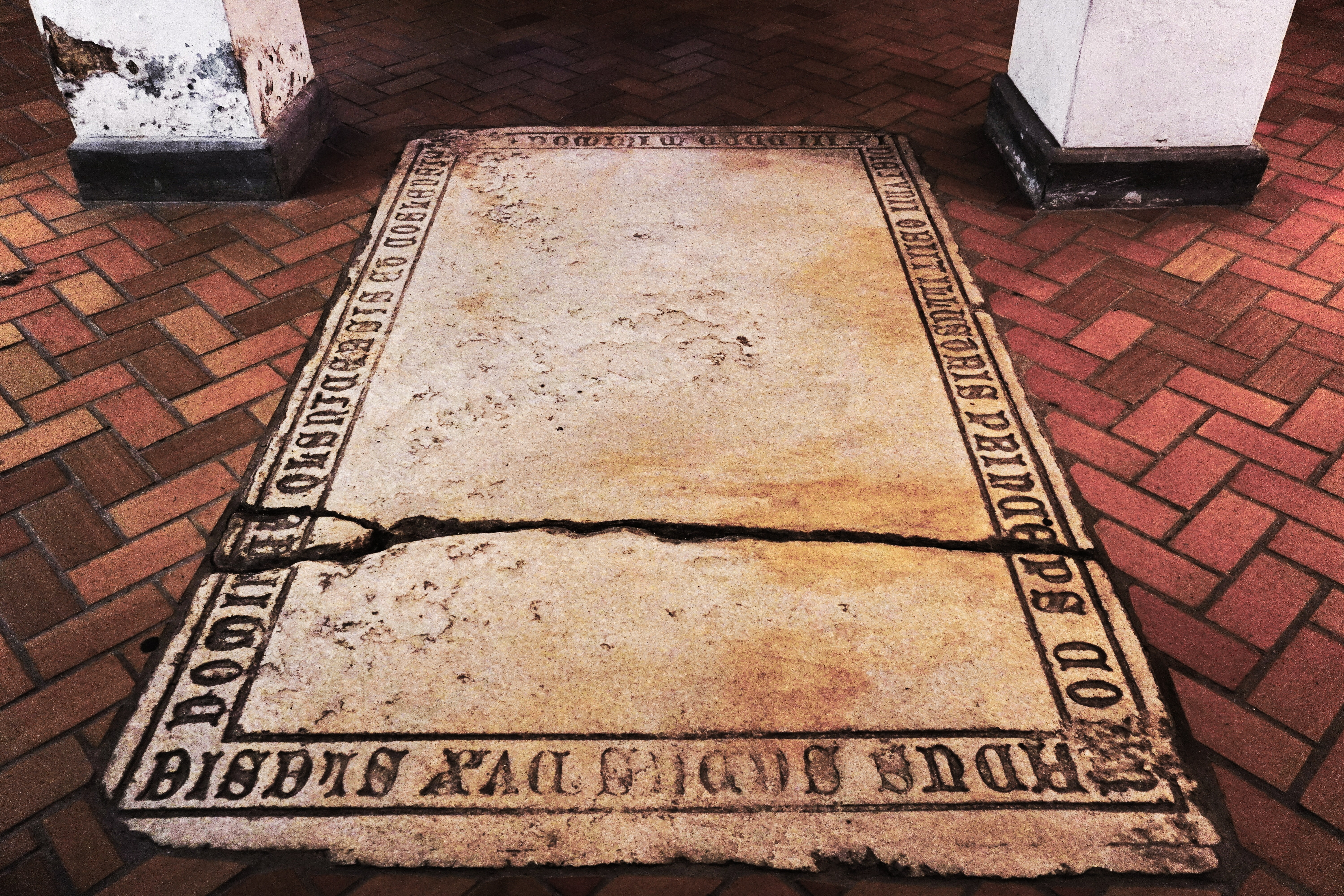
Náhrobní deska Konráda II. Olešnického
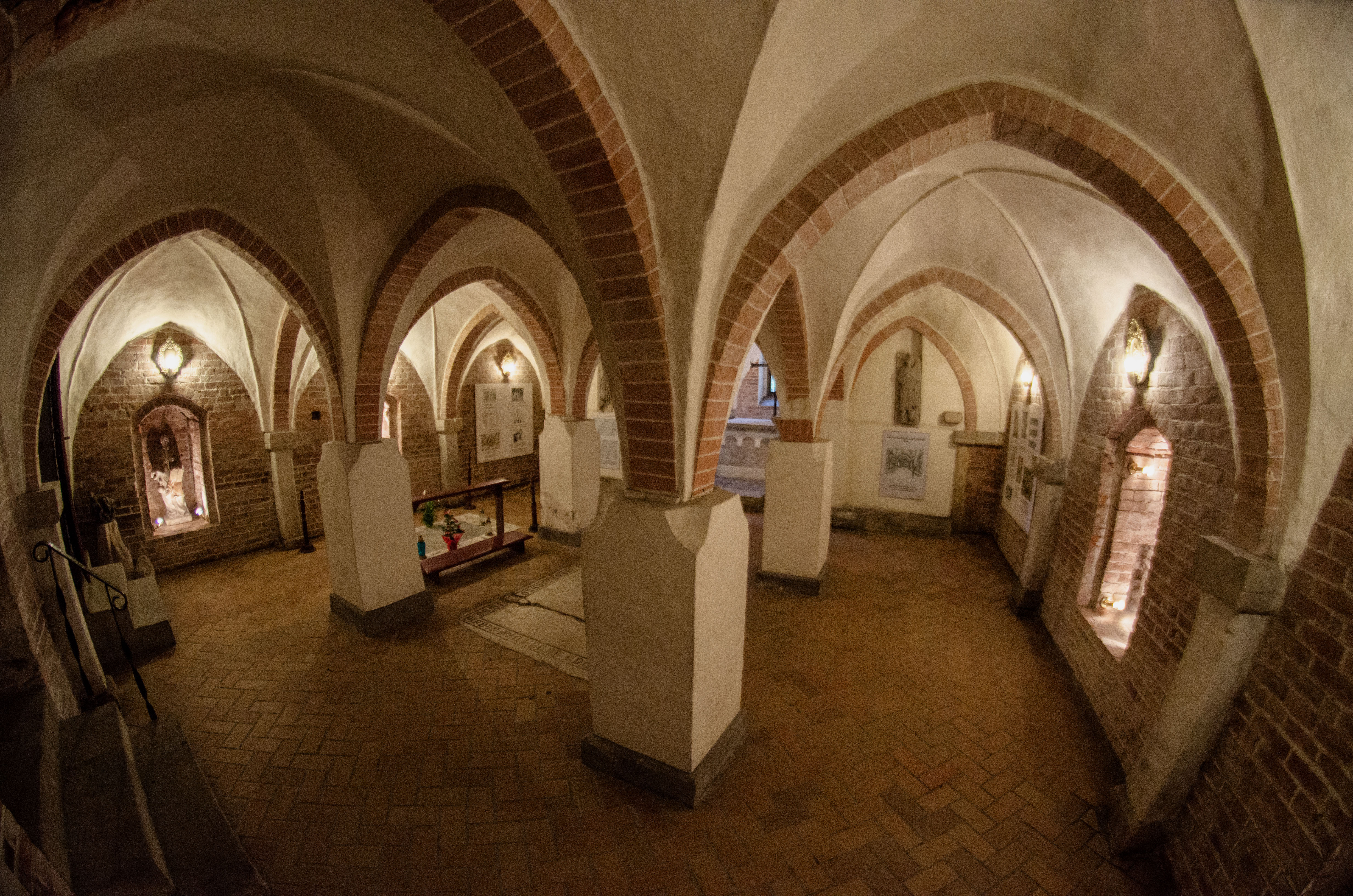
Románská krypta baziliky